# Vielle-Aure
Vielle-Aure település Franciaországban, Hautes-Pyrénées megyében. Lakosainak száma 304 fő (2022. január 1.). Vielle-Aure Bagnères-de-Bigorre, Aulon, Bourisp, Guchan, Guchen, Sailhan, Saint-Lary-Soulan, Vignec és Barèges községekkel határos.

## Népesség
A település népessége az elmúlt években az alábbi módon változott:
| Lakosok száma | 346  | 337  | 344  | 330  | 327  | 325  | 317  | 311  | 304  |
|               | 2013 | 2015 | 2016 | 2017 | 2018 | 2019 | 2020 | 2021 | 2022 |